# کومه‌ای‌بارای بادبانی
کومه‌ای‌بارای بادبانی پرده‌ای از ابر فرعی با گسترش افقی زیاد، نزدیک یا متصل به قسمت بالای یک یا چند ابر کومه‌ای که گاهی در این ابر فرعی فرومی‌روند را بادبانی می‌گویند.
کومه‌ای‌بارا تنها گونه‌ای از ابر است که زیرگونه بادبانی دارد و این زیرگونه، کومه‌ای‌بارای بادبانی (Cumulonimbus velum) یا به اختصار (Cb vel) نامیده می‌شود.